# Liefde in het spel
Liefde in het spel is een stripalbum dat voor het eerst is uitgegeven in maart 1989 met Stephen Desberg als schrijver en Willy Maltaite als tekenaar. Deze uitgave werd uitgegeven door Dupuis in de collectie vrije vlucht.